# 電聖戦
電聖戦（でんせいせん）は、プロ棋士とコンピュータ囲碁との公式定期戦。
「電気通信大学エンターテイメントと認知科学研究ステーション」の主催により2013年から開催されている。会場は電気通信大学内。
2013年の開始時に最低5年間の開催予定と発表され、2017年の第5回大会をもって予定通り終了することが発表された。

## 概要
その年のUEC杯コンピュータ囲碁大会で決勝まで進んだ2つのプログラムが、日本棋院のプロ棋士と対局する。ルールは日本ルールで、持ち時間30分、切れたら1手30秒（第5回の第2局のみ持ち時間60分、切れたら1手60秒）。第1回から第4回まではコンピュータ囲碁の棋力がプロ棋士に遠く及ばなかったため、コンピュータにハンデを与えた置碁（手合い割はUEC杯での対局の内容を考慮して対局前に決定）であったが、第5回では互先コミ6目半。
準優勝プログラムが出場する第1局目は10万円、優勝プログラムが出場する第2局目は20万円の賞金が出る。

## 第1回大会
| 日付          | コンピュータソフト | 手合い割 | 対戦棋士                           | 結果               |
| ------------- | ------------------ | -------- | ---------------------------------- | ------------------ |
| 2013年3月20日 | Zen                | 4子      | 二十四世本因坊秀芳（石田芳夫九段） | 秀芳中押し勝ち     |
| 2013年3月20日 | Crazy Stone        | 4子      | 二十四世本因坊秀芳                 | Crazy Stone3目勝ち |

### 出場ソフトの評価
Zenについて石田は「普段の指導碁なら、ヨセで15目は得する自信がある。ただ、コンピューター相手で、よく分からなかった」と語った。Crazy Stoneに対しては、対局そのものについては「急に冷静になったり、高度のテクニックを使ったり、天才かと思った。普段は冷静なのに、思わずカーッとなった」としたものの、実力については「アマ六段くらいの力は十分ある。ただ、プロレベルにはまだまだ。よほど大きな進化がない限り、10年では厳しいと思う」とした。

## 第2回大会
| 日付          | コンピュータソフト | 手合い割 | 対戦棋士     | 勝者                 |
| ------------- | ------------------ | -------- | ------------ | -------------------- |
| 2014年3月21日 | Crazy Stone        | 4子      | 依田紀基九段 | Crazy Stone2目半勝ち |
| 2014年3月21日 | Zen                | 4子      | 依田紀基九段 | 依田中押し勝ち       |

### 出場ソフトの評価
UEC杯準優勝プログラムのCrazy Stoneは、思考エンジンにZenが用いられている天頂の囲碁で対策を練ってきた依田の意図を外す着手で序盤優勢を維持すると、その後も手堅い打ち回しで4子のリードを守り逃げ切った。一方で、終局間際の小ヨセからダメ詰めに入ろうかというところではアマチュア級位者でも損と分かるような着手を連発した。開発者のレミ・クーロンは、これはコンピュータが目数の差で勝利することを目指さず、半目でも勝てばいいという回路になっているためだと説明し、今後の改良点でもあるとした。依田は、Crazy Stoneとの対局を終えて「コウ争いなんかも意外とわかっている。結構踏み込みは鋭い」と述べている。
優勝プログラムのZenは、序盤やや打ちすぎな手が目立ち少しずつ形勢を損ねていった。それでもヨセの段階ではやや優勢だったが、失着が出て形勢は依田に傾き、そのまま中押し勝ちとなった。チームDeepZenの加藤英樹は、Zenが途中まで形勢を楽観していたと話した。依田は、今後の改良点について「コンピュータは死活が強いイメージがあるが、意外と死活が読めていない意味がある。白としてもどこまで読めているのかよく分からないが、そこはもうやってみるしかない」と述べた。
今後の抱負については、クーロンは「来年は3子局になると思うが、さすがに勝つのはとても難しそうだ」、加藤は「先生たち（依田ら）の話でモンテカルロ碁の欠点は分かってきた。ゆっくりになるかもしれないが、今後も進歩を続けていく」と述べた。
なお、依田は電聖戦の翌日にCrazy Stoneと改めて対局し、中押し勝ちを収めている。

## 第3回大会
| 日付          | コンピュータソフト | 手合い割 | 対戦棋士                               | 勝者               |
| ------------- | ------------------ | -------- | -------------------------------------- | ------------------ |
| 2015年3月17日 | Dolbaram           | 4子      | 二十五世本因坊治勲（趙治勲マスターズ） | Dolbaram中押し勝ち |
| 2015年3月17日 | Crazy Stone        | 3子      | 二十五世本因坊治勲                     | 治勲中押し勝ち     |

### 出場ソフトの評価
趙治勲は対局前の挨拶で「最近人間に勝てなくなってきたから、その憂さ晴らしにしたい」など笑顔で語った。Dolbaramとの対局では、依田紀基が「治勲先生はちょっとコンピューターを侮っていた。碁になっていない」と語った。対局後、趙は「打っていて、熱くなってしまった。完全に負かされた。次の三子局は、けんかせずに逃げ回っていきたい」と述べた。
Crazy Stoneとの対局では趙が中押しで勝ち、「手どころにめちゃくちゃ強い。途中、乱暴してきて、血が通った人間のようだった。いずれは人間をギャフンと言わせてほしい」と、笑顔で締めくくった。

## 第4回大会
| 日付          | コンピュータソフト | 手合い割 | 対戦棋士         | 勝者           |
| ------------- | ------------------ | -------- | ---------------- | -------------- |
| 2016年3月23日 | darkforest         | 3子      | 小林光一名誉棋聖 | 小林中押し勝ち |
| 2016年3月23日 | Zen                | 3子      | 小林光一名誉棋聖 | Zen4目半勝ち   |

## 第5回大会
| 日付          | コンピュータソフト | 手合い割 | 対戦棋士   | 勝者                |
| ------------- | ------------------ | -------- | ---------- | ------------------- |
| 2017年3月26日 | DeepZenGo          | 互先     | 一力遼七段 | DeepZenGo中押し勝ち |
| 2017年3月26日 | Fine Art（絶芸）   | 互先     | 一力遼七段 | 絶芸中押し勝ち      |